# Mycomya longistila
Mycomya longistila är en tvåvingeart som beskrevs av Freeman 1951. Mycomya longistila ingår i släktet Mycomya och familjen svampmyggor. Inga underarter finns listade i Catalogue of Life.